# Río Duerna
El río Duerna es un corto río del noroeste de España, cuyo nacimiento se produce en el paraje de las Cabezadas del Río, en Pobladura de la Sierra. El Duerna es un afluente del río Tuerto que discurre por la provincia de León. Tiene una longitud de 54 km y drena una pequeña cuenca de solamente 317 km².
Desemboca en el río Tuerto, que a pocos metros desemboca en el río Órbigo, en tierras de La Bañeza. Su vega estuvo habitada en la antigüedad por los celtas, en concreto un pueblo astur llamado los Orniacos. El río era llamado Ornia, y en la Edad Media a su comarca comenzó a llamase La Val d'Ornia, y por síncope dio el nombre a la actual Valduerna, comarca de León, y al nombre actual del río. Entre sus afluentes están el Cabrito, el Valleprado, la Devesa, el río Espino y el río Llamas, siendo este último el más caudaloso.
- Datos: Q3396207
- Multimedia: Duerna River / Q3396207